# Richard Eckermann (Paramilitär)
Richard Karl Johann Eckermann (* 1. Juli 1899 in Kiel; † 2. Oktober 1937 in Berlin) war ein deutscher Paramilitär und Parteifunktionär (NSDAP).

## Leben
Er war der Sohn des gleichnamigen Vizeadmirals Richard Eckermann. Nach dem Ersten Weltkrieg, aus dem er als Leutnant zur See zurückkehrte, wurde er Mitglied der Schwarzen Reichswehr und stiftete im Dezember 1923 seinen Kollegen, den Feldschutzbeamten Karl Boldt, zum Mord an einem angeblichen Verräter und Spitzel, dem Flurschutzbeamten Fritz Beyer, an, der durch zwei Schüsse in den Hinterkopf getötet wurde. Deshalb wurde Eckermann am 1. Dezember 1925 durch das Schwurgericht zu Schwerin zunächst zum Tode verurteilt, später zu lebenslänglicher Gefängnishaft begnadigt. Er entzog sich dem Urteil durch Flucht über Spanien und Mexiko nach Guatemala, wo er im März 1928 verhaftet wurde, nachdem dies von der Regierung von Mecklenburg-Schwerin beantragt worden war. Über eine Auslieferung Eckermanns in das Deutsche Reich gab es jedoch unterschiedliche Auffassungen, die zu einer Verzögerung bis Juli 1929 führten. Im Prozess, der gegen ihn nach seiner Rückkehr als mutmaßlichen Fememörder eingeleitet wurde, verteidigte ihn der nationalsozialistisch eingestellte Jurist Friedrich Grimm. Eckermanns Freispruch wurde damit begründet, dass der Mord im Auftrag einer Einheit der Schwarzen Reichswehr ein Notwehrakt für den Staat gewesen sei und deshalb unbestraft bliebe. Er wurde lediglich wegen fahrlässiger Tötung für schuldig befunden.
Durch das am 24. Oktober 1930 erlassene Gesetz zur Veränderung des Gesetzes über Straffreiheit vom 14. Juli 1928 wurden alle noch offenen Prozesse über Fememorde beendet und die mutmaßlichen Täter entlassen. Das betraf auch Richard Eckermann. Er bemühte sich daraufhin um ein persönliches Gespräch mit Adolf Hitler und Rudolf Heß in Hamburg, denen er seine Dienste im In- und Ausland anbot. Dadurch erreichte er eine Übernahme in den Dienst der NSDAP, der er zum 1. Dezember 1930 beitrat (Mitgliedsnummer 406.921). Er wurde Südamerikareferent der Auslandsorganisation der NSDAP. Seinen Dienstsitz nahm Richard Eckermann in Berlin, Tiergartenstraße 4.
Aufgrund seiner Homosexualität wurde Richard Eckermann 1937 verhaftet. Als er einen Tag von der Haft beurlaubt wurde, um seine persönlichen Verhältnisse zu ordnen, wurde er am anderen Tag tot in seinem Auto vorgefunden.